# Pedro Blanco Soto

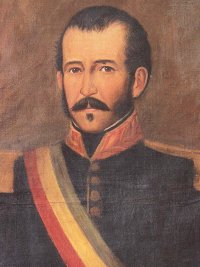
Pedro Blanco Soto

Pedro Blanco Soto (* 19. Oktober 1795 in Cochabamba; † 1. Januar 1829 in Sucre) war ein bolivianischer Politiker.
Blanco Soto war zum Jahreswechsel 1828/29 für eine Woche Präsident seines Landes, bevor er am Neujahrstag 1829 in Sucre ermordet wurde. Er wurde am Kloster La Recoletta erschossen. Als Grund für das Attentat gilt die Pro-peruanische Haltung von Soto.
Heute befindet sich am Ort des Attentats eine Gedenktafel. Nachfolger als Präsident wurde José Miguel de Velasco, der auch Blanco Sotos Vorgänger gewesen war.
| Vorgänger                     | Amt                                                  | Nachfolger                    |
| ----------------------------- | ---------------------------------------------------- | ----------------------------- |
| José Miguel de Velasco Franco | Präsident von Bolivien 18. April 1828–2. August 1828 | José Miguel de Velasco Franco |

| Personendaten    | Personendaten            |
| ---------------- | ------------------------ |
| NAME             | Blanco Soto, Pedro       |
| KURZBESCHREIBUNG | bolivianischer Politiker |
| GEBURTSDATUM     | 19. Oktober 1795         |
| GEBURTSORT       | Cochabamba               |
| STERBEDATUM      | 1. Januar 1829           |
| STERBEORT        | Sucre                    |